# 杜度 (清朝)
杜度（转写：Dudu；1597年—1642年7月3日），清太祖努爾哈赤長子廣略貝勒褚英的長子，清朝多羅安平貝勒。

## 生平
最初，杜度被授台吉的職位。天命九年（1624年），喀爾喀巴岳特部台吉恩格德爾請求內附後金，杜度跟從貝勒代善迎接恩格德爾歸附，封為貝勒。天聰元年（1626年），跟從貝勒阿敏、岳託等伐朝鮮，朝鮮國王仁祖李倧請和， 諸貝勒允許和議。阿敏意欲繼續攻打朝鮮王京，岳託堅持不可；阿敏又想與杜度在朝鮮留屯，杜度亦認為不可：最後惟有結盟後還後金。天聰三年（1628年）十一月，跟從皇太極攻伐明朝，侵犯明都北京，打敗明朝援兵。又偕同貝勒阿巴泰等略通州，焚燒明朝海軍，至張家灣。十二月，揮師北還，至薊州，明軍五千自山海關來援。與代善親自陷陣，傷足，駐軍遵化。天聰四年正月（1629年），明軍反攻，杜度大敗明軍，斬其副將，獲駝馬數以千計。
天聰七年（1632年），明將孔有德、耿仲明投靠後金，偕貝勒濟爾哈朗、阿濟格赴鎮江迎他們歸降。皇太極以詔問伐明朝、朝鮮及察哈爾三者以哪一處為先，杜度言：「朝鮮在掌握，可緩；察哈爾逼則征之；若尚遠，宜取大同邊地，秣馬乘機深入。」天聰八年，出軍海州。崇德元年（1636年），進封為安平貝勒。海州河口守將伊勒慎報明將造巨艦百餘截遼河，命杜度濟師，明兵敗，乃還。同年冬季，皇太極兵伐朝鮮，杜度護衛輜重後行，攻略皮島、雲從島、大花島、鐵山。崇德二年（1637年）二月，又兵臨津江。前一日冰解，黃昏時下大雨雪，冰復合，師畢渡。皇太極聞之曰：「天意也！」跟從睿親王多爾袞攻取江華島，敗其水師，遂克江華島。
崇德三年（1638年），多爾袞率領左翼、岳託率領右翼伐明朝，杜度為岳託副手。大軍進越密雲東牆子嶺，明兵迎戰，擊敗明軍。進攻牆子嶺堡，分軍破黑峪、古北口、黃崖口、馬蘭峪。岳託薨於軍中，杜度總軍事。會合多爾袞軍於通州河西，穿越明都北京至涿州，西抵山西，南抵濟南，攻克城池共二十，招降其中二城。十六戰皆捷，殺總督以下官員百餘，俘虜二十餘萬。還軍時，出青山口，自太平寨奪隘而行。崇德四年（1639年）四月，大軍回師後金，賜駝一、馬二、銀五千，命掌禮部事。攻略錦州、寧遠。崇德五年（1640年），代濟爾哈朗於義州屯田，刈錦州禾，遭遇明兵，敗明兵，又攻克錦州台九、小凌河西台二。明朝總督洪承疇以兵四萬扎營於杏山城外，杜度偕豪格擊敗之，追至薄壕而還，又殲運糧兵三百。往錦州誘明兵出戰，復擊敗明軍，獲大凌河海口的船隊，追斬敵兵犯義州者。是年冬天，再圍錦州。崇德六年（1641年），攻廣寧，敗松山、錦州的援兵。以跟從多爾袞離城遠駐，私自遣軍回國，議論削其爵位，皇太極下詔罰銀二千。又再圍錦州，敗明兵於松山。是年秋天，又再追從皇太極伐明朝，留攻錦州。
崇德七年（1642年）六月，杜度薨。病革時，諸王貝勒方聚集篤恭殿議出征時的功罪，皇太極聽聞杜度的死信，為他罷朝。喪還，遣大臣迎奠。雍正二年（1724年），立石碑而旌他的功勞。

## 子女
七子，封爵位的有五人，為杜爾祜、穆爾祜、特爾祜、杜努文、薩弼。
第四女，崇德四年（1639年）十二月嫁阿玉锡。阿玉锡出于蒙古博尔济吉特氏，部属不详:15。